# Zucchetti Kos Tennis Cup 2010
Lo Zucchetti Kos Tennis Cup 2010 è un torneo professionistico di tennis maschile giocato sulla terra rossa, che faceva parte dell'ATP Challenger Tour 2010. Si è giocato a Cordenons in Italia dal 26 luglio al 1º agosto 2010.

## Partecipanti

### Teste di serie
| Nazionalità | Giocatore              | Ranking* | Testa di serie |
| ----------- | ---------------------- | -------- | -------------- |
| Argentina   | Carlos Berlocq         | 101      | 1              |
| Portogallo  | Rui Machado            | 123      | 2              |
| Austria     | Daniel Köllerer        | 124      | 3              |
| Austria     | Martin Fischer         | 128      | 4              |
| Francia     | Édouard Roger-Vasselin | 129      | 5              |
| Romania     | Adrian Ungur           | 131      | 6              |
| Spagna      | Albert Ramos Viñolas   | 140      | 7              |
| Belgio      | Steve Darcis           | 142      | 8              |

- Ranking al 19 luglio 2010.

### Altri partecipanti
Giocatori che hanno ricevuto una wild card:
- Jeremy Jahn
- Daniel Köllerer
- Christophe Rochus
- Adrian Ungur

Giocatori passati dalle qualificazioni:
- Massimo Bosa
- Andrej Martin
- Gianluca Naso
- Thomas Schoorel

## Campioni

### Singolare
Steve Darcis ha battuto in finale  Daniel Muñoz de la Nava con il punteggio di 6–2, 6–4

### Doppio
Robin Haase /  Rogier Wassen hanno battuto in finale  James Cerretani /  Adil Shamasdin con il punteggio di 7–6(14), 7–5